# Robert Martinek
Robert Martinek, avstrijski general, * 2. februar 1889, † 28. junij 1944.